# Ригодищи
Ригодищи — деревня в Бологовском районе Тверской области. Входит в состав Кафтинского сельского поселения.
Топонимическая справка: Название деревни происходит от рига — «овин, сарай для молотьбы», то есть по расположению селения у такого места. Суффикс -ищ в нарицательных существительных, бывших в употреблении в древнерусское время, показывал, что объект не функционирует в прежнем назначении, запустел, оставлен и т. д. Форма множественного числа выполняет грамматическую функцию.
Престольные праздники в деревне Ригодищи — Никола (летний) 22 мая и Никола (зимний) 19 декабря.

## Население
| 2010 |
| ---- |
| 129  |